# Ochotona turuchanensis
Thỏ cộc Turuchan (Ochotona turuchanensis) là một loài thỏ cộc được tìm thấy ở các khu vực bị cô lập ở Cao Nguyên Trung tâm Siberia. Đây là một loài thỏ cộc nhỏ (16–19 cm) sống trong đá ưa hoạt động vào ban ngày do nhiệt độ quá thấp vào ban đêm. Loài này trước đây được xem là một phân loài của loài thỏ cộc phương Bắc. Rất ít về loài này được biết đến, nhưng số lượng của chúng ở địa phương rất nhiều. Loài này được Naumov mô tả vào năm 1934.